# Francesc Amorós i Pujol
Francesc Amorós i Pujol   (Martorell, 1811 - Barcelona, 24 de desembre de 1879) va ser un ebenista barceloní del segle xix, especialitzat en la fabricació de billars.

## Biografia
El 1855 va ser premiat a l'Exposició internacional de París, juntament amb Josep Dardé i el constructor de pianos Boisselot & Fils. Va destacar per la seva tècnica i en la seva especialitzat, evidenciant el bon moment que vivia l'ebenisteria catalana en aquella època.